# Lakewood Ranch
Lakewood Ranch ist  ein census-designated place (CDP) im Manatee County und im Sarasota County im US-Bundesstaat Florida mit 34.877 Einwohnern (Stand: 2020). 

## Geographie
Der Ort bildet eine geplante Siedlung in der Metropolregion Sarasota.

## Demographische Daten
Laut der Volkszählung 2020 gab es in Lakewood Ranch 34.877 Einwohner. 83,5 % der Bevölkerung bezeichneten sich als Weiße, 2,4 % als Afroamerikaner, 0,4 % als Indianer und 3,8 % als Asian Americans. 2,0 % gaben die Angehörigkeit zu einer anderen Ethnie und 8,1 % zu mehreren Ethnien an. 8,3 % der Bevölkerung bestand aus Hispanics oder Latinos.